# هوس نرجسي
الهوس النرجسي (بالإنجليزية: Egomania)‏ ويعرف أيضا بانشغال الفرد الدائم بذاته وينطبق على الشخص الذي يتبع اندفاعاته الغير محكومة كما أنه مهووس بأوهام العظمة الشخصية ويشعر بنقص تقدير الأخرين. الشخص الذي يعاني من هذا الشكل المفرط من التمركز حول الذات يسمي مهوس نرجسي، وهي حالة غير طبيعية من الناحية النفسية.
وغالبا ما يستخدم المصطلح الهوس النرجسي من قبل الأشخاص العاديين بطريقة تحقير لوصف شخص بأنه أناني بشكل لا يطاق، وتعتبر الحالة السريرية التي تشبه المفهوم الشعبي للهوس النرجسي هي اضطراب الشخصية النرجسية

## نورداو والحداثة
تم جلب الهوس النرجسي إلي الصدارة الجدلية في نهاية القرن التاسع عشر بواسطة ماكس نورداو، الناقد الأول الذي نظر إلى مركزية مفهوم الأنانية لفهم الحداثة... بجانب هجماته الإجمالية على أيديولوجية هوس نرجسي. وميز نورداو بين الغرور (انعدام وجود اللطف، مع قدرة المغرور التامة على رعاية نفسه في الحياة) وبين الهوس النرجسي (الشخص الذي لا يرى الأشياء كما هي، لا يفهم العالم، ولا يمكنه اتخاذ موقف مناسبة تجاهه".

## رجال الأعمال والمشاهير
بعد أكثر من قرن من الزمان، عاد المصطلح للظهور من جديد مع اللمعان الشديد لسعي ما بعد الحداثة في تحقيق النجاح والشهرة، ويري البعض ترامب بأنه مهوس نرجسي، وروس بيروت بأن لديه ولع مماثل تجاه الهوس النرجسي.

## إدمان الكحول
يتربط هوس نرجسي بإدمان الكحول. حيث أن «الهوس النرجسي يتحكم في مدمني الكحول، وإدمان الكحول يسبب الهوس النرجسي»، وقد ينظر الشخص المتعافي من إدمان الحكحول إلي الماضي علي أنه «ساحة من كراهية الذات، والاضمحلال والهوس النرجسي».